# ギロホール酸
ギロホール酸（英語、Gyrophoric acid）とは、地衣デプシドに分類される有機化合物の1種で、4-[[4-[(2,4-ジヒドロキシ-6-メチルベンゾイル)オキシ]-2-ヒドロキシ-6-メチルベンゾイル]オキシ]-2-ヒドロキシ-6-メチル安息香酸のことである。なお、片仮名表記では、ギロホル酸やギロホリン酸などと書かれる場合もある。なお、これをテーマにした問題が2012年、東京工業大学の化学第2問で出題された。

## 構造と性質

ギロホール酸の極限構造式。

ギロホール酸の分子式はC24H20O10であり

、モル質量は468.4096 (g/mol)である

。
ギロホール酸は、3つの芳香環を持ったデプシドの1種に分類できる構造をしている

。
したがって、分子中にフェノール性水酸基を持っており、塩化鉄(III)と反応させると赤紫色を呈する

。
また、さらし粉と反応させると赤色を呈するものの、こちらは時間が経つと褪色する

。
ギロホール酸は、常温常圧では無色の固体であり、融点は約220 ℃

。
エタノールやクロロホルムには溶解しにくいものの、加熱するとアセトンにはよく溶ける

。
このアセトン溶液から再結晶した場合、ギロホール酸は無色の針状晶を形成する

。

## 所在
ギロホール酸は、様々な地衣類から検出されている。例えば、en:Cryptothecia rubrocinctaやen:Xanthoparmelia pokomyi

、en:Acarospora thamnina

、en:Buellia consinnaに含有されている

。